# Jiří Růžek
Jiří Růžek é um fotógrafo tcheco (Litoměřice (então  Tchecoslováquia), uma pitoresca vila no norte da Boêmia, 29 de agosto de 1967) é especializada em nu artístico, glamour e 3D anáglifos.

## Biografia
- De 1981 a 1985 estudou na Gymnasium de Litoměřice e começou a tocar  baixo e cantar em vários grupos de folk, rock e jazz.
- Em 1995 (28 anos), tirou fotos para a capa de um álbum de grupo  Please Don't  Care.
- Seguido por fotos de outros grupos e, finalmente, perguntou a amiga  Martina Cyrkvova, modelo, se eu queria fazer uma foto e isso abriu um mundo novo para ele.
- Em 2004 ele se mudou para Praga para viver e trabalhar lá.
- Em 2005 ele terminou de tocar em bandas.
- Enquanto explora estilos diferentes, é em preto e branco, onde seu trabalho se concentra.
- Converta suas fotos em histórias de micro, com uma sensualidade sutil e delicada, carregada de erotismo.

## Prêmios
Ele recebeu vários prêmios em várias revistas de fotografia:
- Akty X 2009 – 1 prêmio em revista de nudez Reflex.[2][3][4]
- Základní instinkt 2010 - 1 º prémio no semi-nua na revista Primavera Instinkt.[5][6]

## Exposições
- 1. Holešovická kavárna 2006, em Praga
- Jiří Růžek - Akty 2007 (1. Holešovická kavárna Praga)
- Designblok 2009 (Superstudio A4 Holešovický pivovar, Praga)[7]
- Prague Photo 2010 (Výstavní síň Mánes, Praga)[8]
- Jiří Růžek - Holky v altánu 2010 (Viniční altán, Praga)[9][10]
- Maximální fotografie 2010 (Zámek Rudoltice)[11]
- Jiří Růžek - V lůně středohoří 2010 (Fotogalerie Na Baště Litoměřice)[12]
- Digiforum 2010 (Clarion Congress Hotel, Praga, com Jan Saudek, Robert Vano etc)[13]
- Art For Sue Ryder 2010 (Sue Ryder, Praga)[14]
- Základní Instinkt/Basic Instinct 2010 (Malostranská Beseda, Praga)[15]
- Základní Instinkt/Basic Instinct 2011 (Langhans Gallery, Praga)[16]
- Naked in Algarve, 2011 (Galeria Arte Algarve, Lagoa, Portugal)[17]
- Feira de arte Arte Algarve IV, 2011 (Única - Adega Cooperativa do Algarve em Lagoa, Lagoa, Portugal)[18][15]
- Feminae, 2012 (Fábrica Braço de Prata, Lisboa, Portugal)[19]

## Livros
- Transit (2009, Euphoria Factory, Japão) ISBN 978-4-06-379405-2
- Nude Photography (2010, Loft Publications, Espanha/Frechmann GmbH., Alemanha) ISBN 978-84-92731-00-8
- Dame tus ojos (2011, Random House, Espanha) ISBN 978-84-253-4574-6
- Fetish Fantasies (2011, Feierabend Unique Books, Alemanha) ISBN 978-3-939998-77-8
- Pussymania (2011, Edition Skylight, Suíça) ISBN 978-3-03766-622-7

## Galeria

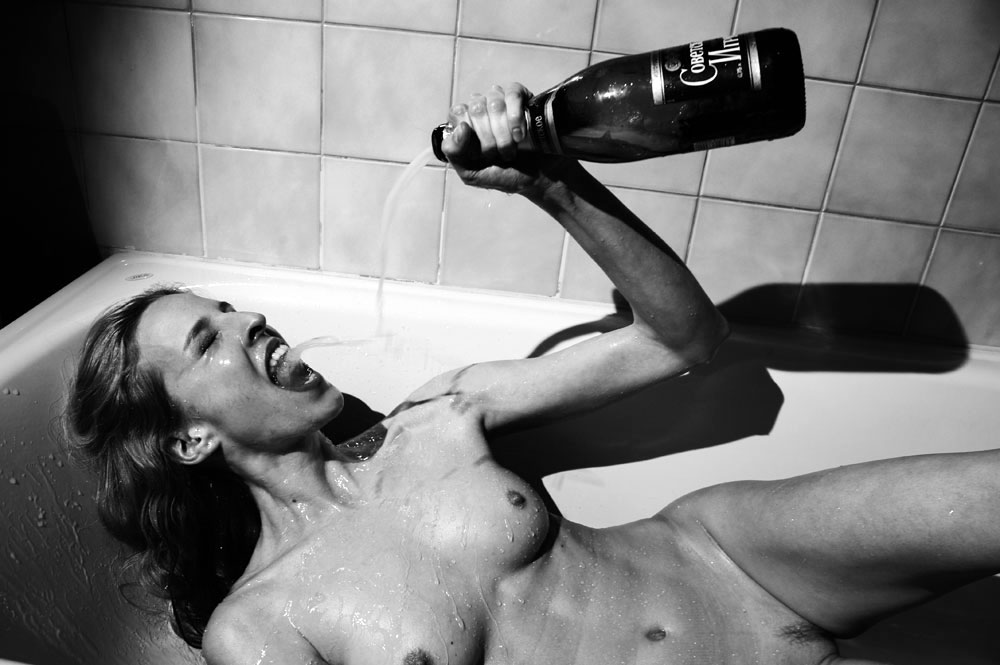
Jiří Růžek: Sovetskoe Igristoe, 2010, Základní instinkt 2010 - 1 º prémio no semi-nua na revista Primavera Instinkt
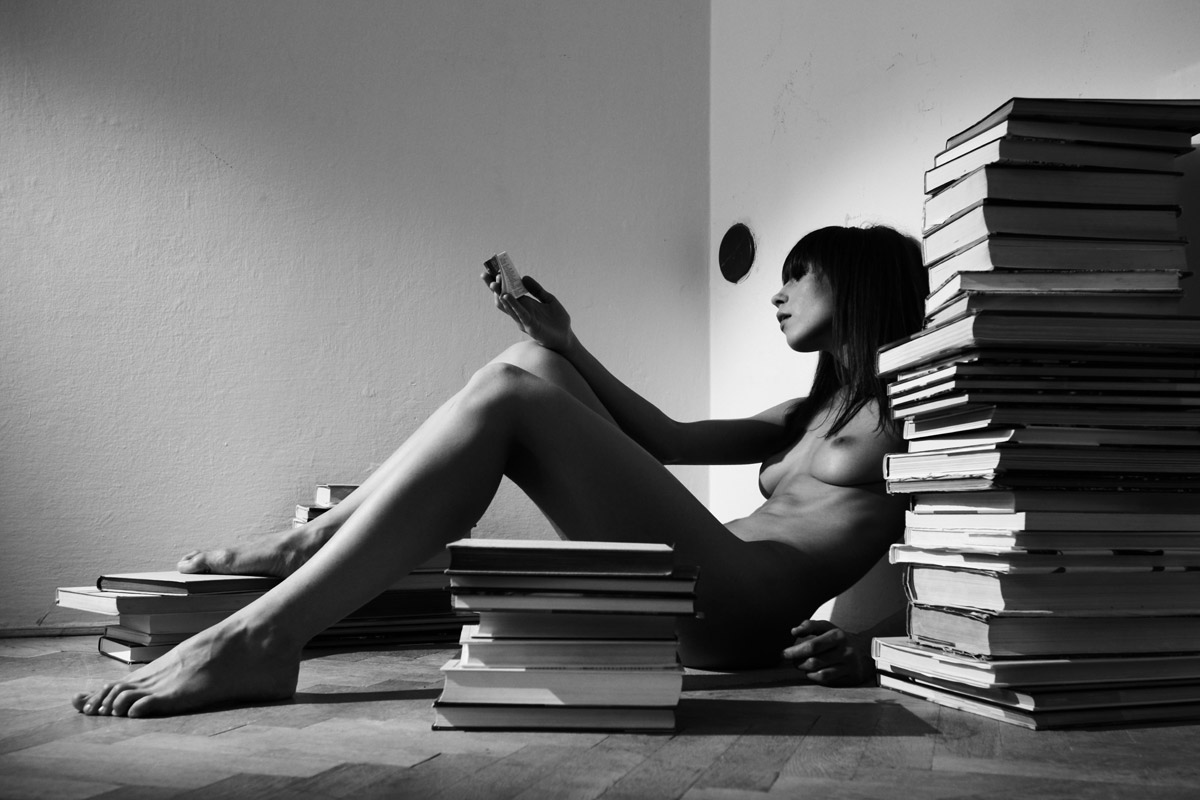
Jiří Růžek: Bookworm, 2010
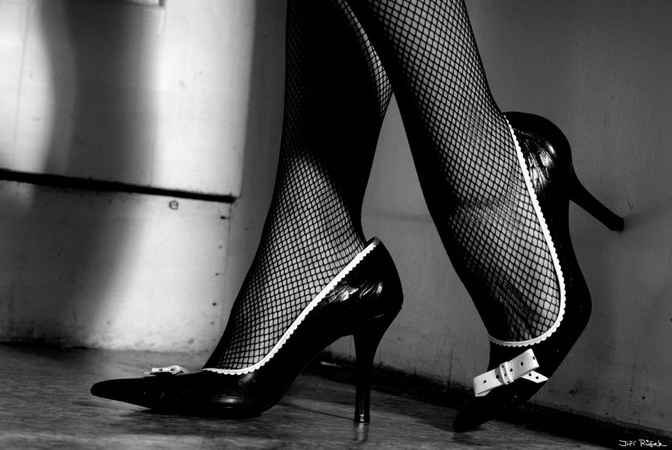
Jiří Růžek: Network, 2007
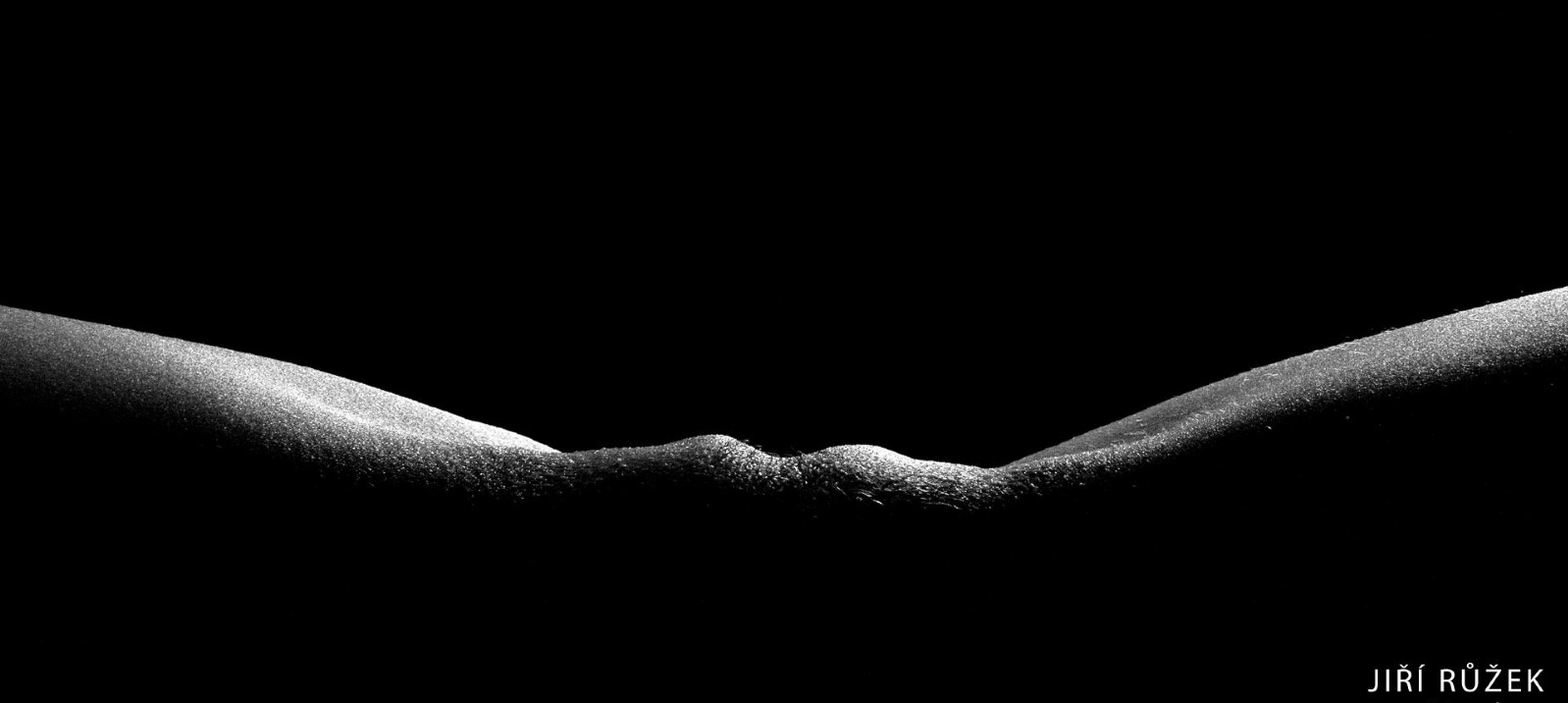
Jiří Růžek: České Středohoří, 2006, Akty X 2009 – 1 prêmio em revista de nudez Reflex
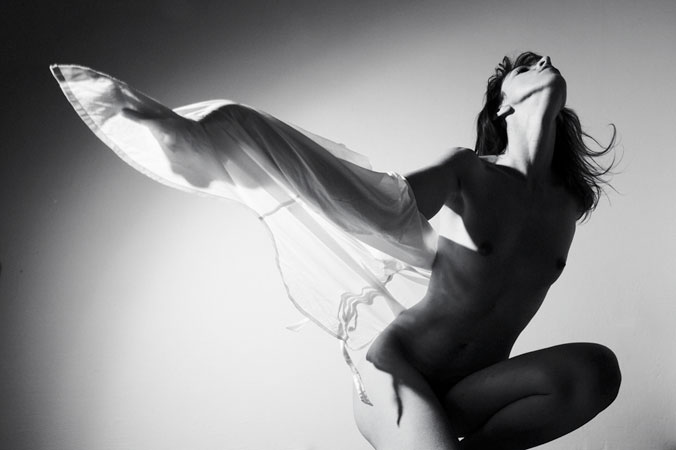
Jiří Růžek: Isis, 2009
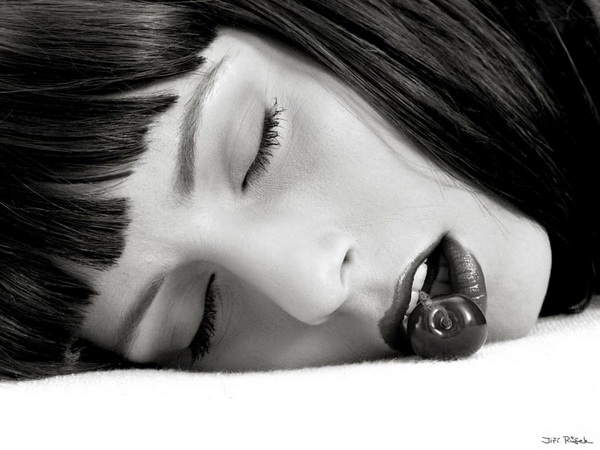
Jiří Růžek: Portrait, 2004
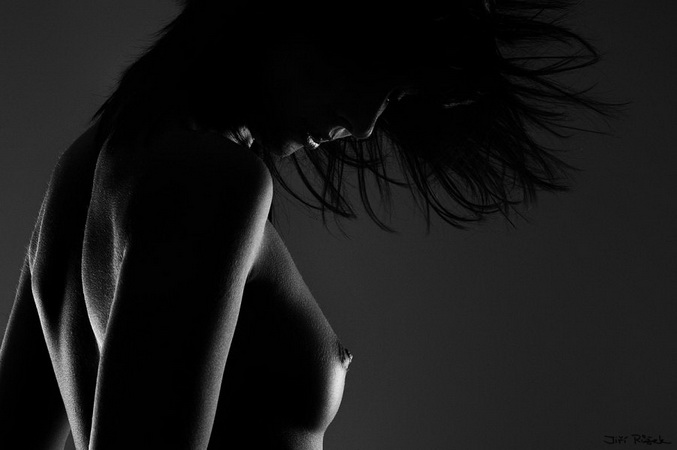
Jiří Růžek: Emma, 2007
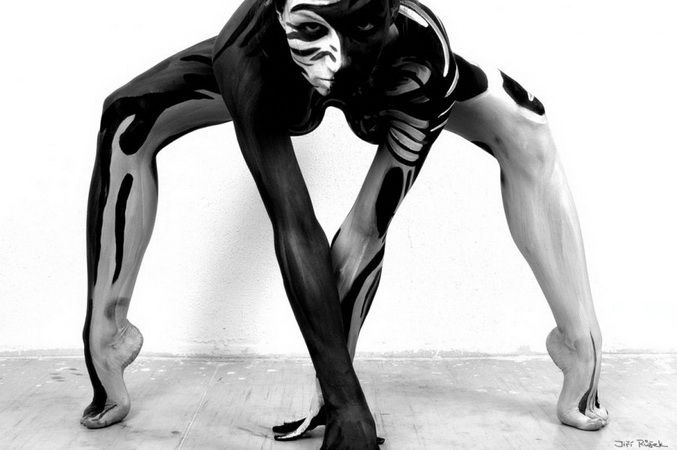
Jiří Růžek: Bodypainting, 2004
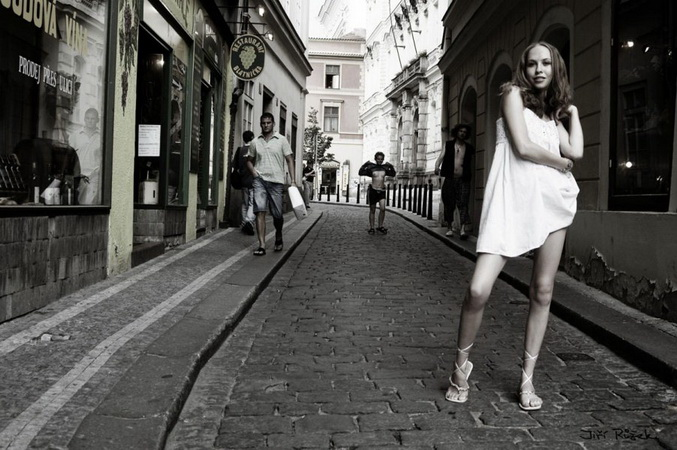
Jiří Růžek: Street Glamour, 2005
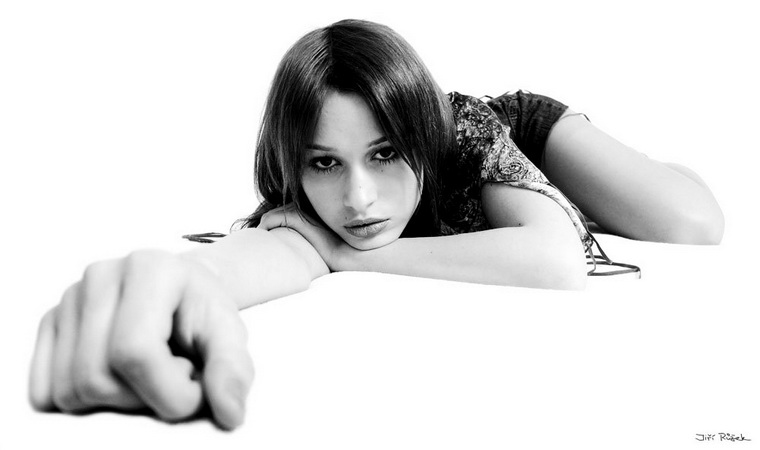
Jiří Růžek: Superwoman, 2004
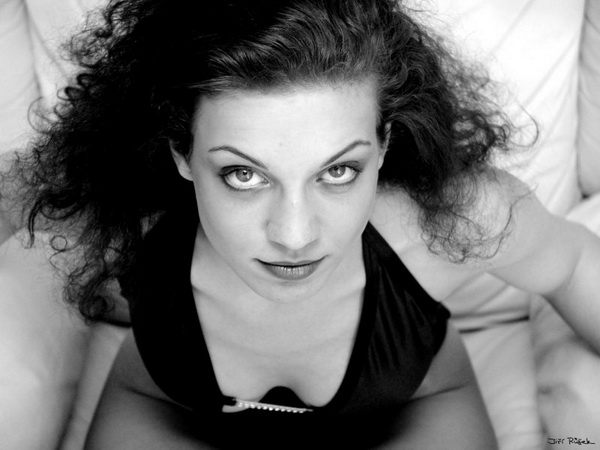
Jiří Růžek: Portrait, 2005
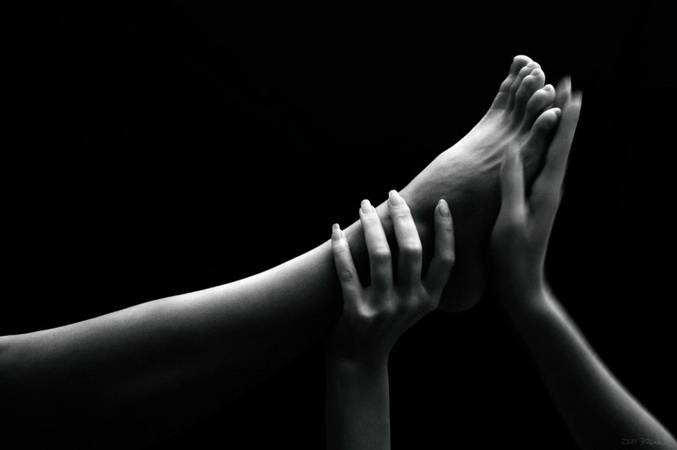
Jiří Růžek: Closeness, 2005

## Amizade
- "A beleza do corpo de uma mulher anda de mãos dadas com os segredos da sua alma e não pode vê-los separadamente." - Entrevista com Jiri Ruzek na Univers d'Artistes de 26. 11. 2007[20]